# بوب باوتشر (لاعب هوكي جليد)
بوب باوتشر هو لاعب هوكي جليد كندي، ولد في 23 مارس 1938 في أوتاوا في كندا، وتوفي بنفس المكان في 16 ديسمبر 2004.

## وصلات خارجية
- بوب باوتشر على موقع HockeyDB.com (الإنجليزية)